# Pentanopsis
Pentanopsis là một chi thực vật có hoa trong họ Thiến thảo (Rubiaceae).

## Loài
Chi Pentanopsis gồm các loài: